# 퀸가 (브리즈번)

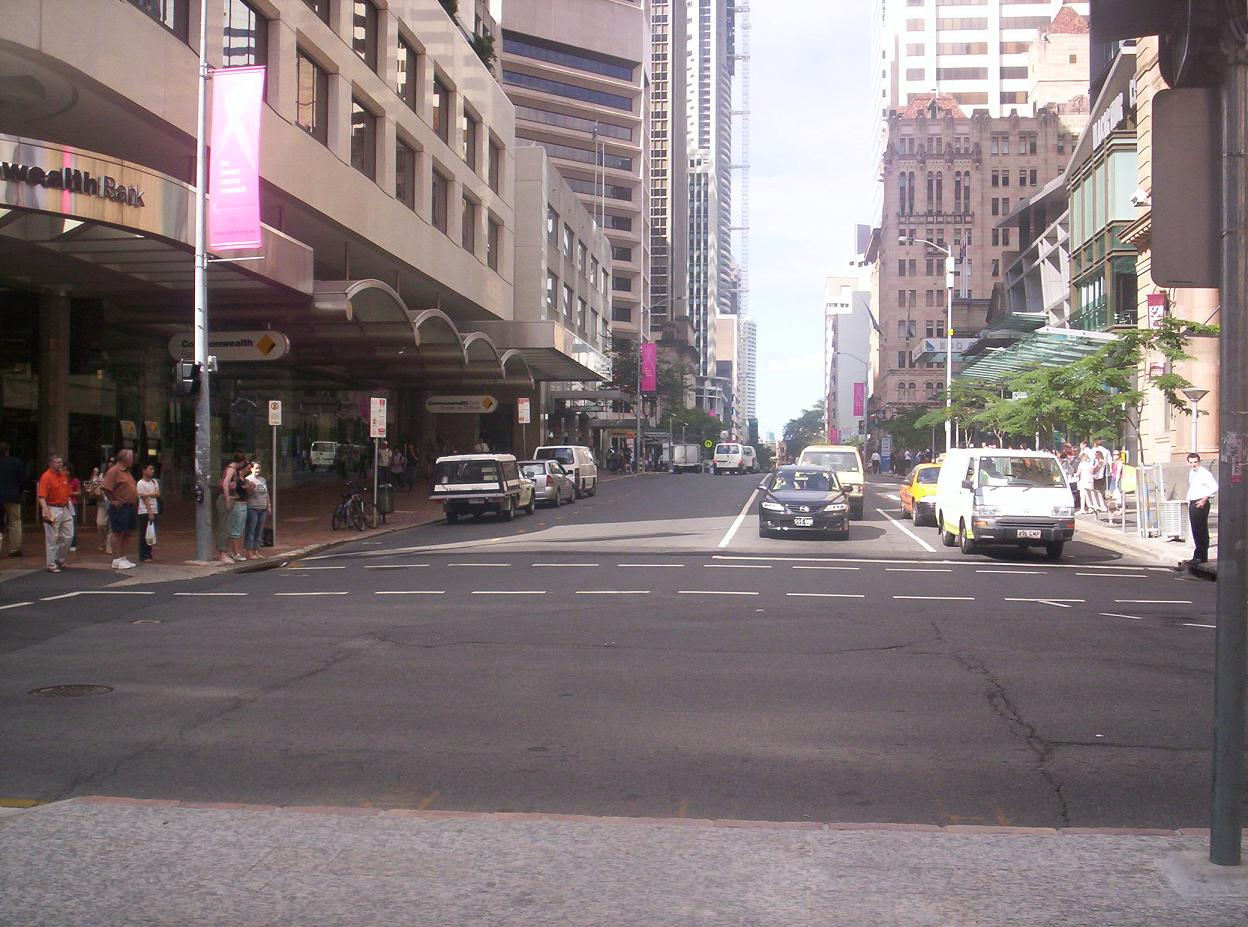
퀸 스트리트 몰에서 바라본 거리의 모습

퀸 가(영어: Queen Street 퀸 스트리트[*])는 오스트레일리아 퀸즐랜드주 브리즈번의 중심가이다.
퀸 가는 맥아서 센트럴, 브리즈번 스퀘어, 센트럴 플라자 1, 오로라 타워, 트레저리 카지노, 윈터가든, 브로드웨이 온 더 몰, 더 마이어 센터, 퀸스플라자와 같은 가게, 호텔, 식당, 주택 등 많은 고층 건물들이 모여서 있다.
브리즈번 중앙우체국도 이 거리에 위치하고 있다.